# Oxybele

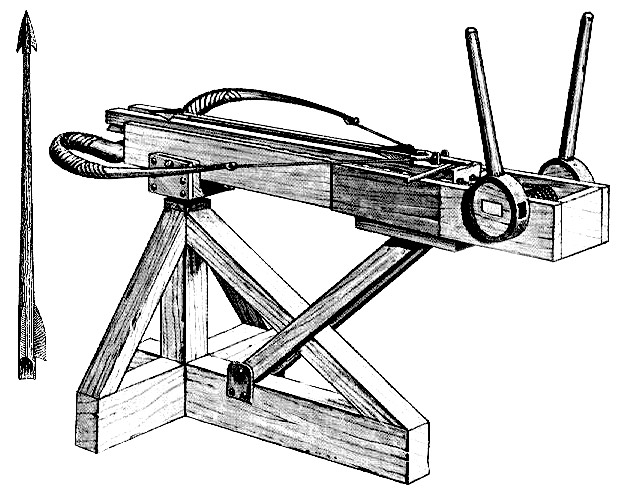
Oxybele

L'oxybele (greco: Οξυβόλος, letteralmente "sparatore di proiettili") era un'arma utilizzata dagli antichi greci a partire dal 375 a.C. Si trattava in pratica di una versione ampliata del gastraphetes, un arco piazzato su una base fissa con un sistema di armamento. Fu soppiantato in seguito dalla balista. La differenza tra questi due è l'uso della forza di torsione nella balista.